# Gerhard Gebken (Jurist)
Gerhard H. Gebken (* 25. Mai 1949 in Oldenburg; † 1. April 2011 in Virginia) war ein Jurist und von 2003 bis 2009 Bundeswehrdisziplinaranwalt.

## Leben
Gebken absolvierte das Abitur in Bonn und danach von 1968 bis 1970 den Grundwehrdienst bei der Bundeswehr. Ab 1970 studierte er Rechtswissenschaft in Freiburg im Breisgau und Bonn. Die erste Prüfung legte er in Bonn ab und war ab 1976 im Rechtsreferendariat beim Oberlandesgericht Köln, wo er die zweite Staatsprüfung ablegte. Im April 1979 trat er in die Rechtspflege der Bundeswehr ein und war zunächst bis 1982 Rechtsberater und Wehrdisziplinaranwalt beim Kommandierenden General des III. Korps in Koblenz und anschließend Rechtslehrer an der Technischen Schule des Heeres und Fachschule des Heeres für Technik in Aachen. 1983 erfolgte die Versetzung ins Bundesministerium der Verteidigung (BMVg) auf der Hardthöhe in Bonn, wo er Rechtsberater und Wehrdisziplinaranwalt beim Inspekteurs des Heeres wurde. Von 1987 bis 1993 war er Referent im BMVg in den Referaten VR I 1 (Soldatengesetz) und VR II 2 (Verfassungsrecht, Verwaltungsrecht, Streitkräftepolizeirecht, MAD-Gesetz). 1989 arbeitete er in der Koordinierungsgruppe des BMVg zum Untersuchungsausschuss zum Flugunfall Ramstein/Nörvenich mit. Ab 1993 war er Referatsleiter im BMVg zunächst VR II 2 und ab 1995 P I 7 (Ziviles Auslandspersonal und Disziplinarrecht der Beamten der Bundeswehr) und ab 1985 von PSZ II 2 (Personalplanung, Personalentwicklung und Personalwirtschaft des zivilen Personals der Bundeswehr). Ab 2000 war er Leiter der Bundeswehrverwaltungsstelle USA/Kanada in Reston, Virginia. Ab dem 6. Januar 2003 war er bis 2009 Bundeswehrdisziplinaranwalt beim Bundesverwaltungsgericht. Danach wurde er als Leitender Regierungsdirektor erneut Leiter der Bundeswehrverwaltungsstelle USA/Kanada in Reston, Virginia.
Gebken war evangelisch und verheiratet.